# Bark
För andra betydelser, se Bark (olika betydelser).

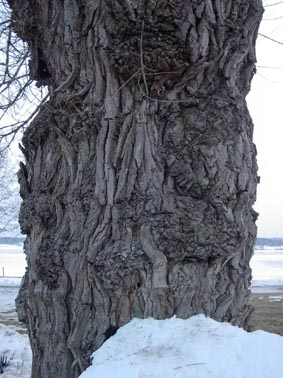
Barken på en pilstam vid Lindessjön.

Bark är det yttre skiktet som omger den egentliga veden på stammar, grenar och rötter hos träd och buskar. Det yttersta lagret utgörs av korkceller. Där kan finnas korkporer, som är upphöjda, millimeterstora bildningar med smal öppning överst, på frukter eller årskvistar. Korklister är korkartade lister på kvistar. 	
Bark förekommer främst hos barrträd och tvåhjärtbladiga växter. Begreppet är inte helt konsekvent eller enhetligt, och brukar användas om all vävnad som finns utanför kambium hos växterna. Den består av ett inre floem och ett yttre periderm (korkvävnad). På tunna kvistar och rötter består barken även av epidermis och cortex.
Det inre floemet bidrar dels till skydda och stärka trädet, men transporterar även organiska ämnen. Om trädet ringbarkas och detta skikt skärs av dör trädet. Det yttre peridermet består av döda korkceller med inlagring av suberin i cellväggarna. Peridermet kan samlas hos vissa arter i täta lager som först på äldre stammar spricker. På ek, poppel och sälg brister den redan tidigt på längen som skorpbark, hos andra som platan, tall och gran avstöts den i tunnare eller tjockare flak som fjällbark. Hos björken förekommer en mera läderartad fällbark eller oregelbundet utbildad skorpbark. Hos en och idegran bildar barken långa repliknande strängar.

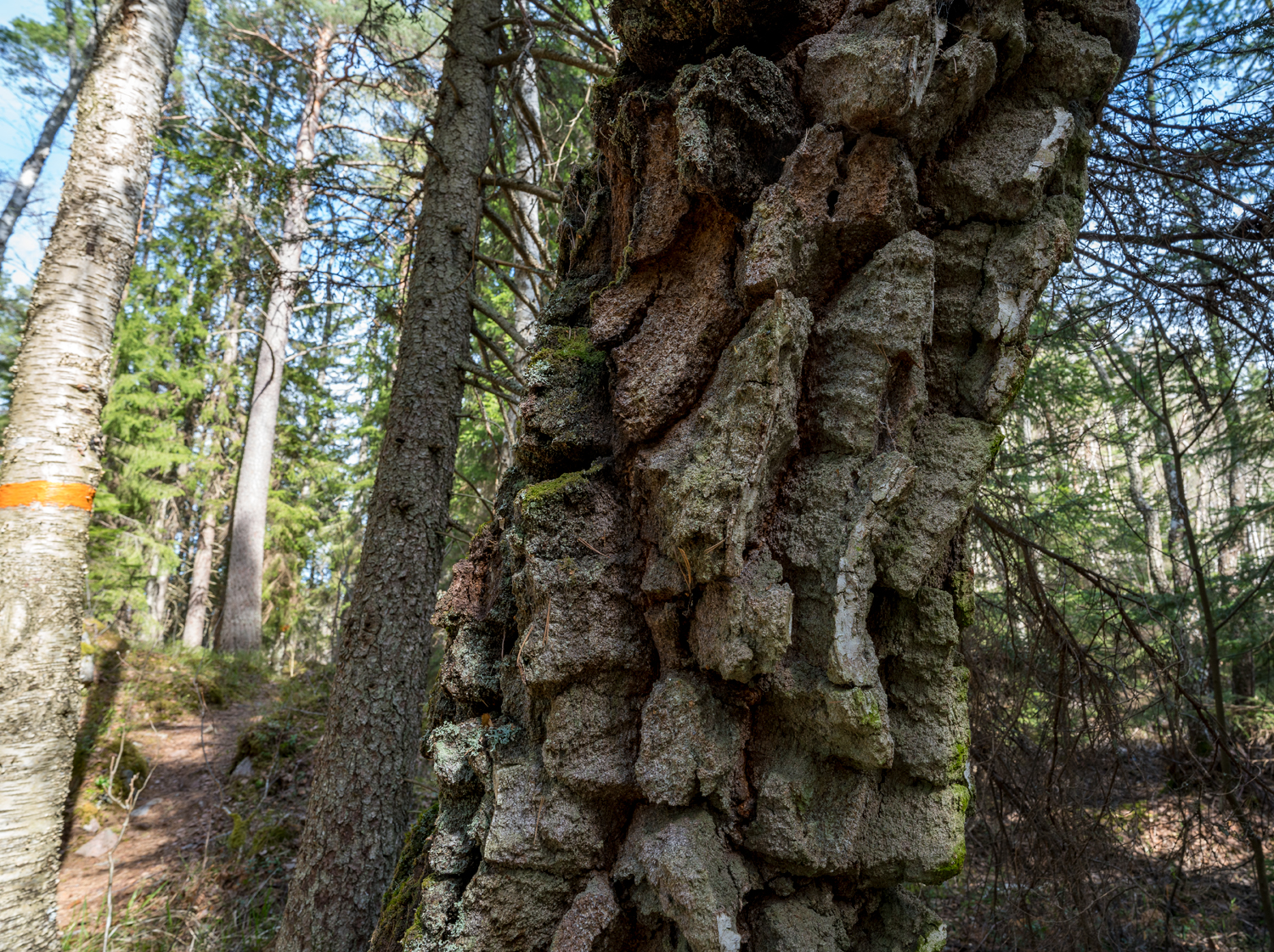
Skorpbark på Vårtbjörk (Betula pendula).

## Användning
Många slag av bark används inom tekniken och medicinen. Således används bark av arter som ek, gran, björk, lärkträd, pil eller mimosa vid garvning. Bark används även som krydda, t.ex. kanel.

### Näver
Näver är ett material bestående av det yttre lagret bark från arter i björksläktet och är bland annat ett historiskt byggmaterial.

### Kork
Kork är ett material bestående av korkekens bark. Materialet kork har länge använts för att försluta flaskor men även till flöten och flottörer, mattor, packningar med mera.

### Mat
Bark kan användas till förtäring, exempelvis kanel eller som ingrediens i barkbröd.